# Ideopsis itamputi
Ideopsis itamputi är en fjärilsart som beskrevs av Talbot 1940. Ideopsis itamputi ingår i släktet Ideopsis och familjen praktfjärilar. Inga underarter finns listade i Catalogue of Life.